# Christmas in Spiceworld Tour
Tournées par Spice Girls
Spiceworld Tour 
(1998) The Return of the Spice Girls 
 (2007-2008)
Le Christmas in Spiceworld Tour est la troisième tournée des Spice Girls.

## Histoire
L'idée du Christmas in Spiceworld Tour était qu'une tournée de spectacles pendant le temps des fêtes soit organisée. Les 8 dates de la tournées se sont toutes déroulées à Manchester et à Londres en décembre 1999. La tournée promouvait en même temps le troisième album du groupe, Forever. Dans la setlist de la tournée, la chanson W.O.M.A.N. fut interprétée, mais n'est pas intégrée dans l'album.

## La scène
La scène centrale est divisée en quatre plateformes, où les Spice Girls performent. Il y a aussi le centre de la scène qui est un cercle. S'ensuit un long chemin où les Spice Girls apparaissent sur scène. Elles se dirigent ainsi aux quatre plateformes.

## Liste des chansons
Acte I: Forever Spice
- Spice Up Your Life
- Something Kinda Funny
- Say You'll Be There
- Right Back at Ya (chanson inédite de l'album Forever)
- Step to Me
- Mama
- Too Much
- W.O.M.A.N. (chanson inédite de l'album Forever)
- 2 Become 1

Acte II: Supergirls
- Stop
- Holler (chanson inédite de l'album Forever)
- Who Do You Think You Are
- Never Give Up on the Good Times
- Wannabe (remix)
- Goodbye (chanson inédite de l'album Forever)

Acte III: It's Christmas! (Encore)
- Viva Forever
- Medley de Noël: Merry Xmas Everybody, I Wish It Could Be Christmas Everyday
- Wannabe (reprise)

## Équipe musicale
- Melanie Chisholm - Chant
- Victoria Beckham - Chant
- Melanie Brown - Chant
- Emma Bunton - Chant
- Lee Campion - Cœurs
- Simon Ellis - Directeur musical, clavier(s)
- Michael Martin - Clavier(s)
- Paul Gendler - Guitare
- John Thampson - Basse
- Fergus Gerrand - Drums
- James Lynch - Trompette
- Mike Lovitt - Trompette
- Howard McGill - Saxophone
- Winston Rollins - Trombone
- Audrey Riley - Arrangeuse
- Christ Tomlin - Violon
- Greg Warren Wilson - Violon
- Richard George - Violon
- Anne Morffe - Violon
- Laura Melhewish - Violon
- Darren Morgan - Violon
- Helen Patterson -  Violon
- Susan Dench - Altos
- Peter Collyer - Altos
- Bridget Carrie - Altos
- Sophie Harris - Choriste
- Joy Hayley - Choriste

## Personnel
- Richard Jones - Gérant de la tournée
- Peter Barnes - Producteur, lumières et designer
- Chris Vaughan - Directeur de production
- Ray Furze - Ingénieur sonore
- Darrin Henson et Melinda McKenna - Chorégraphes

## Dates
| Date             | Ville      | Pays        | Lieu                          |
| ---------------- | ---------- | ----------- | ----------------------------- |
| 4 décembre 1999  | Manchester | Royaume-Uni | Manchester Arena              |
| 5 décembre 1999  | Manchester | Royaume-Uni | Manchester Arena              |
| 7 décembre 1999  | Manchester | Royaume-Uni | Manchester Arena              |
| 8 décembre 1999  | Manchester | Royaume-Uni | Manchester Arena              |
| 11 décembre 1999 | Londres    | Royaume-Uni | Earls Court Exhibition Centre |
| 12 décembre 1999 | Londres    | Royaume-Uni | Earls Court Exhibition Centre |
| 14 décembre 1999 | Londres    | Royaume-Uni | Earls Court Exhibition Centre |
| 15 décembre 1999 | Londres    | Royaume-Uni | Earls Court Exhibition Centre |